# Seleção Russa de Rugby League
A Seleção Russa de Rugby League é a equipe que representa a Rússia no rugby league mundial.
Na Rússia, o rugby league é um código de rugby menos popular que o rugby union, como na maior parte do mundo: apenas na Austrália, na Papua-Nova Guiné e no norte da Inglaterra ele é o código preferido em relação ao union. O rugby union chegou a ter uma seleção soviética forte na década de 1980.
A introdução do rugby league na Rússia é uma tentativa mais recente, com alguns clubes que praticavam o rugby union inclusive trocando para o código rival, como o Dínamo de Moscou e o Lokomotiv Moscou, que também praticam futebol. A própria seleção russa de league veio a estrear na Copa do Mundo de Rugby League em 2000, mais de dez anos antes da seleção russa de union estrear na Copa do Mundo deste esporte. Até o momento, a Rússia ainda não esteve em outra Copa de Rugby League.